# Extraliga (herrvolleyboll, Slovakien)
Extraliga är den högsta serien i det slovakiska seriesystemet i volleyboll och det som avgör vilket lag som blir slovakiska mästare. Den näst högsta serien är 1. Liga. Serien har funnits sedan 1992 och organiseras av Slovenská Volejbalová Federácia. Serien spelas höst-vår och följer det för volleybollen vanliga formatet med först seriespel och sedan cupspel mellan de bästa lagen om titeln.

## Resultat per år[1][2][3]
| Säsong                  | Podium                  | Podium                  | Podium                  |
| Mästare                 | Andra                   | Tredje                  |                         |
| ----------------------- | ----------------------- | ----------------------- | ----------------------- |
| 1992-93 mer information | VKP Bratislava          | -                       | -                       |
| 1993-94 mer information | VKP Bratislava          | -                       | -                       |
| 1994-95 mer information | VKP Bratislava          | -                       | -                       |
| 1995-96 mer information | VKP Bratislava          | -                       | -                       |
| 1996-97 mer information | VKP Bratislava          | -                       | -                       |
| 1997-98 mer information | VKP Bratislava          | -                       | -                       |
| 1998-99 mer information | VKP Bratislava          | -                       | -                       |
| 1999-00 mer information | VSK Púchov              | -                       | -                       |
| 2000-01 mer information | ŠK Petrochema Dubová    | -                       | -                       |
| 2001-02 mer information | VSK Púchov              | ŠK Petrochema Dubová    | VKP Bratislava          |
| 2002-03 mer information | VSK Púchov              | VKP Bratislava          | ŠK Petrochema Dubová    |
| 2003-04 mer information | VKP Bratislava          | VSK Púchov              | VK Mirad Presov         |
| 2004-05 mer information | VK Mirad Presov         | VKP Bratislava          | VK Nové Mesto nad Váhom |
| 2005-06 mer information | VKP Bratislava          | VK Chemes Humenné       | VK Nové Mesto nad Váhom |
| 2006-07 mer information | VK Nové Mesto nad Váhom | VKP Bratislava          | VK Chemes Humenné       |
| 2007-08 mer information | VK Chemes Humenné       | VK Nové Mesto nad Váhom | VKP Bratislava          |
| 2008-09 mer information | VKP Bratislava          | VK Chemes Humenné       | VK Nové Mesto nad Váhom |
| 2009-10 mer information | VK Chemes Humenné       | VK Mirad Presov         | VKP Bratislava          |
| 2010-11 mer information | VKP Bratislava          | VK Chemes Humenné       | TJ Slávia Svidník       |
| 2011-12 mer information | VK Chemes Humenné       | VT UNICEF Bratislava    | VKP Bratislava          |
| 2012-13 mer information | VT UNICEF Bratislava    | VK Chemes Humenné       | TJ Slávia Svidník       |
| 2013-14 mer information | VK Chemes Humenné       | TJ Slávia Svidník       | Spartak Myjava          |
| 2014-15 mer information | VK Mirad Presov         | VK Spartak Komárno      | VK Prievidza            |
| 2015-16 mer information | VK Bystrina SPU Nitra   | VK Mirad Presov         | VK KDS-Šport Košice     |
| 2016-17 mer information | VK Bystrina SPU Nitra   | VK Prievidza            | VK Mirad Presov         |
| 2017-18 mer information | VK Prievidza            | VK Bystrina SPU Nitra   | TJ Slávia Svidník       |
| 2018-19 mer information | VK Prievidza            | VK KDS-Šport Košice     | VK Bystrina SPU Nitra   |
| 2019-20 mer information | Ej utdelade             | Ej utdelade             | Ej utdelade             |
| 2020-21 mer information | VK Spartak Komárno      | Spartak Myjava          | VK Mirad Presov         |
| 2021-22 mer information | VK Spartak Komárno      | VK Mirad Presov         | Spartak Myjava          |

## Resultat per klubb
| Lag                     | Antal titlar | Säsong                                                                                            |
| ----------------------- | ------------ | ------------------------------------------------------------------------------------------------- |
| VKP Bratislava          | 11           | 1992-93, 1993-94, 1994-95, 1995-96, 1996-97, 1997-98, 1998-99, 2003-04, 2005-06, 2008-09, 2010-11 |
| VK Chemes Humenné       | 4            | 2007-08, 2009-10, 2011-12, 2013-14                                                                |
| VSK Púchov              | 3            | 1999-00, 2001-02, 2002-03                                                                         |
| VK Mirad Presov         | 2            | 2004-05, 2014-15                                                                                  |
| VK Bystrina SPU Nitra   | 2            | 2015-16, 2016-17                                                                                  |
| VK Prievidza            | 2            | 2017-18, 2018-19                                                                                  |
| VK Spartak Komárno      | 2            | 2020–21, 2021-22                                                                                  |
| ŠK Petrochema Dubová    | 1            | 2000-01                                                                                           |
| VK Nové Mesto nad Váhom | 1            | 2006-07                                                                                           |
| VT UNICEF Bratislava    | 1            | 2012-13                                                                                           |